# غار ماهی‌کور
غار ماهی کور غاری است که در استان لرستان، در بخش پاپی و در نزدیکی روستایی به نام لِوَن واقع شده‌است. این غار تنها اثر طبیعی ملی استان لرستان است. این اثر در سال ۱۳۸۴ به عنوان اثر طبیعی ملی ثبت شده‌است. دو نمونهٔ نادر و منحصربه‌فرد از ماهیانِ کور در این غار وجود دارد که مشابه آن‌ها در هیچ نقطهٔ دیگری از دنیا یافت نشده‌است. این ماهی فاقد قدرت بینایی بوده و به‌طور کامل کور است و هیچ‌گونه آثاری از چشم خارجی در آن‌ها مشاهده نمی‌شود و به دلیل این‌که در آب‌های زیرزمینی و در تاریکی غارها زندگی می‌کنند به ماهی کور غارزی معروف هستند.

## چگونگی کشف غار ماهی کور
در سال ۱۳۰۸، دو نفر طبیعی‌دان دانمارکی که به همراه مجریان پروژهٔ راه‌آهن سراسری تهران - جنوب، به منطقه آمده بودند، پس از بررسی در مورد سرشاخهٔ رود سیرم و جویبار کایرود، به یک حفرهٔ آبی در نزدیکی روستای لون می‌رسند و در آنجا با یک نوع ماهی کور مواجه می‌شوند. آن‌ها چند نمونه از این نوع ماهی را به کشورشان انتقال می‌دهند و به نام ماهی کور «ایرانو سیپریس» به ثبت می‌رسانند، اما ظاهراً از افشای محل کشف ماهی‌ها خودداری می‌کنند.
تیم تحقیقاتی و اکتشافی یک محقق انگلیسی به نام آنتونی جان اسمیت از جانب دانشگاه آکسفورد، روز ۲۶ خرداد سال ۱۳۳۰ به دنبال کشف محل ماهی کور به ایران و به شهر کرمان سفر می‌کند، اما پس از سه ماه تحقیق با دست خالی به انگلیس بازمی‌گردد. او ۲۶ سال بعد متوجه می‌شود که ماهی مورد نظرش نه در قنات‌های کرمان بلکه در کوه‌های زاگرس وجود دارد و بر این اساس در سال ۱۳۵۶ به دنبال رد پای دانمارکی‌ها به منطقه پاپی لرستان سفر می‌کند و موفق به کشف محل ماهی کور می‌شود و چند نمونه از آن‌ها را با خود به انگلیس می‌برد.
در میان ماهیانی که اسمیت در سفر دوم خود به انگلیس برده‌است، یک نمونه نظیر همان نوعی است که قبلاً دانمارکی‌ها کشف کرده و به نام ایرانو سیپریس به ثبت رسانده‌اند. اما نمونهٔ دوم از یک گونهٔ دیگر است که توسط اسمیت کشف شده، بنابراین با نام وی و تحت عنوان «پاراچوبیتس اسمیتی» به ثبت می‌رسد.
اسمیت چند سال بعد و برای بار سوم ولی این بار با یک تیم غواصی زبده به ایران می‌آید و در داخل حوضچهٔ درون غار به کاوش بیشتری می‌پردازد و موفق به یافتن تعدادی ماهی کور دیگر می‌شود. نکته این که ظاهراً آقای اسمیت نیز هیچ نشانی از محل این غار اعلام نکرده و تنها در کتابی که بعداً تحت عنوان «ماهی سفید کور ایران» تألیف کرده، به آن اشاره می‌کند.

## مشخصات ماهیانِ کور این غار
زیستگاه این ماهی در آب‌های زیرزمینی است. در غار ماهی کور به دلیل این‌که دهانهٔ این غار به سطح آب‌های زیرزمینی اتصال دارد، این امکان به وجود آمده که ماهی کور در طول شب‌ها به نزدیکی سطح آب در دهانهٔ غار بیاید. این ماهی تنها روزهای گرم سال در نزدیکی آب‌های سطحی زمین دیده می‌شود. دمای آب محل زندگی این ماهی از ۵ تا ۲۸ درجهٔ سانتی‌گراد متغیر است.
گونهٔ اول: کپورماهی کور ایران، با نام علمی «Iranocypris typhlops» از خانوادهٔ کپورماهیان است. این گونه که ۴ تا ۵ سانتی‌متر طول دارد دارای دو جفت سبیلک است که یک جفت آن روی لب بالا و جفت دیگر در گوشهٔ دهان قرار دارد. سر این ماهی تا حدودی پهن است و هیچ اثر خارجی از چشم در آن دیده نمی‌شود. رنگ ماهی در حالت زنده صورتی است. تعداد کمی پولک در پشت بالهٔ سینه‌ای آن وجود دارد. دندان‌های حلقی دو ردیفه و مخروطی شکل هستند.
گونهٔ دوم: سگ‌ماهی کور غار، با نام علمی «Paracobits smithi» از خانواده سگ‌ماهیان جویباری است. این نوع ماهی علاوه بر این‌که از داشتن چشم محروم است، رنگدانه و فلس هم ندارد. سه جفت سبیلک دارد که دومین جفت از آن‌ها به خوبی رشد کرده و به انتهای سومین جفت می‌رسد. متوسط طول بدن آن‌ها ۴۵ میلی‌متر گزارش شده‌است.

## ارزش علمی و تحقیقاتی ماهی کور
ماهیان کور به لحاظ شیلاتی فاقد ارزش اقتصادی هستند، اما به عنوان منابعی از ذخایر ژنتیکی نادر، در بسیاری از پژوهشکده‌ها مورد ارزیابی و مطالعه قرار گرفته‌اند یا به عنوان ماهی‌های زینتی شگفت‌انگیز و زیبا در موزه‌های حیات وحش و آکواریم‌ها در معرض دید علاقه‌مندان قرار داده می‌شوند.

## مسیر دسترسی
غار ماهی‌کور، هم از طریق جاده و هم از طریق راه‌آهن قابل دسترس است. از بین قطارهای مسیر لرستان، فقط قطار «عادی» تهران - اهواز، و نیز قطار «محلی» دورود - اندیمشک، در ایستگاه «تنگ‌هفت» توقف دارند. از این ایستگاه باید پیاده به سمت شمال (موازی رود سزار) تا پل سیرم و سپس از آنجا به سمت غرب (به‌طرف روستاهای لون و للری) ادامه داد تا پس از حدود چهار ساعت پیاده‌روی، به روستای لون و غار ماهی کور رسید. این پیاده‌روی در ماه‌های اردیبهشت تا شهریور، به دلیل تابش مستقیم آفتاب در آن منطقهٔ کوهستانی، کمی طاقت‌فرساست. ضمن این‌که با توجه به ساعات ورود قطار به ایستگاه و زمان لازم برای پیاده‌روی رفت و برگشت، شاید لازم شود که شب را در کنار غار چادر زد. برای پیمودن مسیر جاده‌ای، باید در آزادراه خرم‌آباد - پل زال، یا جادهٔ قدیم خرم‌آباد - زیرتنگ، رانندگی کرد و در منطقهٔ «چِمِشْک زیرتنگ» از جاده جدا شد و به سمت شرق رفت. تا پیش از احداث سد بختیاری، این جادهٔ فرعی تا روستای «طایی» و «امامزاده سیدعلی» آسفالت و ادامه‌اش به سمت شرق، خاکی و جیپ‌رو بود. اما پیمانکار سد مذکور این جاده را زیرسازی و آسفالت کرده و هم‌اکنون خودروهای سواری می‌توانند خود را به ۳۰۰ متری غار برسانند. این مسیر را در تابستان نیز می‌توان راحت پیمود و با پانزده دقیقه کوهپیمایی سبک، به غار رسید.

## خطر انقراض
ماهی کور غارزی در ناحیه‌ای دورافتاده قرار گرفته‌است و از نظر دسترسی بسیار مشکل است و این امتیازی برای این ماهی به‌شمار می‌آمد ولی برخی افراد این دردسر را می‌پذیرند که خود را به دهنه غار رسانده و ماهی‌هایی که به سطح آب می‌آیند را صید کنند به این جهت که در آکواریوم نگهداری کنند و برخی نیز آن‌ها را به قیمت‌های بالا خرید و فروش می‌کنند؛ بی‌خبر از آن‌که این ماهی در محلی غیر از زیستگاه اصلی‌اش، بیشتر از یک ماه زنده نخواهد بود.